# Kisvaszar
Kisvaszar là một thị trấn thuộc hạt Baranya, Hungary. Thị trấn này có diện tích 20,35 km², dân số năm 2010 là 327 người, mật độ 16 người/km².